# 汝州站
汝州站，位于中华人民共和国河南省平顶山市汝州市，是焦柳铁路上的火车站，建于1970年，由郑州局集团管辖。

## 车站结构
本站设行包房，有站台2个，其中侧式站台一个（一站台），岛式站台一个（二站台），两个站台之间有地下通道相连。

## 車站周邊
- 汝州市邮政局邮件处理中心
- 洗耳河街道办事处西西社区居委会
- 景旺购物广场
- 农村商业银行汝州市火车站分社
- 汝州市糖尿病医院
- 中国邮政储蓄银行汝州支行
- 中国银行汝州支行
- 汝州向阳医院
- 中国农业发展银行汝州支行
- 中国电信丹阳路营业厅
- 汝州市烟草专卖局
- 西西小学
- 煤山公园

## 歷史
- 建于1970年。

## 外部連結
- 中国铁路客户服务中心 （页面存档备份，存于）